# کتلیای لب‌یاقوتی
کتلیای لب‌یاقوتی  یا گل الوان قرمز (نام علمی: Cattleya labiata) نام یک گونه از گیاهان گلدار است. این گل در نواحی شمال کشور برزیل و در استان‌های پرنامبوکو و آلاگواس می‌روید.
گل الوان قرمز گل ملی کشور برزیل است.